# Mushishi
Mushishi (jap. 蟲師) – manga z gatunku fantasy i slice of life, napisana i zilustrowana przez Yuki Urushibarę, która była publikowana w magazynie Afternoon wydawnictwa Kōdansha od 1999 do sierpnia 2008 roku. Manga ta zdobyła nagrodę doskonałości w 2003 roku na ceremonii Japan Media Arts Festival oraz w 2006 roku nagrodę Kōdansha Manga.
Manga doczekała się w 2005 roku adaptacji w postaci serii anime, które zostało wyprodukowane przez studio Artland i wyreżyserowane przez Hiroshiego Nagahamę. Na podstawie mangi powstał także film live-action w reżyserii Katsuhiro Ōtomo, który miał swoją premierę 24 marca 2007 roku.

## Fabuła
Mushi to istoty ożywione (jak zwierzęta) lecz nie w dosłownym znaczeniu; są esencją samego życia bez materialnego ciała, jednak mają możliwość wpływu na świat materialny. Ze względu na swą duchową formę większość ludzi ich nie dostrzega, a nawet nie wie o ich istnieniu, lecz są osoby, które posiadają umiejętność dostrzegania i interakcji z Mushi. 
Jedną z takich osób jest Ginko (jap. ギンコ), główny bohater serii. Podróżując z miejsca na miejsce, jako Mushishi (jap. 蟲師 mushishi) pomaga osobom z problemami spowodowanymi przez Mushi. Serię stanowią odrębne, luźno ze sobą związane epizody, których elementami wspólnymi są Ginko i różne rodzaje Mushi.

## Bohaterowie
Ze względu na charakter epizodyczny serii jest niewielu cyklicznych bohaterów, przez co wykaz seiyū jest długi. Są tylko dwie postacie oprócz Ginko które pojawiają więcej niż raz.
- Ginko – ma białe włosy i zielony kolor oczu, co jest wynikiem zdarzenia, jakie miało miejsce gdy był jeszcze dzieckiem. Nie wyjaśnione jest w kontekście historii, dlaczego jego raczej nowoczesne ubrania nie wydają się zgodne z okresem w jakim dzieje się cała opowieść, choć autorka wyjaśniła, że jest to znak pierwotnie planowanego projektu umieszczenia opowieści w czasach nowożytnych. Ginko jest rzadką osobą, która przyciąga Mushi. To budzi w nim wędrowny tryb życia. Pobyt w jednym miejscu zbyt długo może zaowocować gromadzeniem się potencjalnie niebezpiecznych ilości Mushi. Stale też pali w celu utrzymania ich daleko od siebie. Ginko jest raczej swobodny i wyluzowany, lecz potrafi być bardzo poważny jeśli przychodzi mu zadanie ochrony ludzi przed Mushi. Często podkreśla, że Mushi nie są złe, a jedynie starają się przetrwać jak wszyscy inni.

Seiyū: Yūto Nakano 
- Adashino – pojawia się w odcinkach 5., 10. i 18.

Seiyū: Yūji Ueda 
- Nui – pojawia się tylko w odcinku 12., lecz jest narratorką, której głos otwiera i zamyka niektóre z odcinków.

Seiyū: Mika Doi 

## Manga
| Nr | Język japoński       | Język japoński         | Język polski     | Język polski           |
| Nr | Data wydania         | ISBN                   | Data wydania     | ISBN                   |
| -- | -------------------- | ---------------------- | ---------------- | ---------------------- |
| 1  | 20 listopada 2000    | ISBN 978-4-06-314255-6 | kwiecień 2015    | ISBN 978-83-60740-88-0 |
| 2  | 20 lutego 2001       | ISBN 978-4-06-314284-6 | lipiec 2015      | ISBN 978-83-60740-92-7 |
| 3  | 18 grudnia 2002      | ISBN 978-4-06-314312-6 | październik 2015 | ISBN 978-83-60740-94-1 |
| 4  | 22 października 2003 | ISBN 978-4-06-314332-4 | grudzień 2015    | ISBN 978-83-60740-95-8 |
| 5  | 21 października 2004 | ISBN 978-4-06-314361-4 | kwiecień 2016    | ISBN 978-83-65520-04-3 |
| 6  | 22 czerwca 2005      | ISBN 978-4-06-314381-2 | sierpień 2016    | ISBN 978-83-65520-06-7 |
| 7  | 22 lutego 2006       | ISBN 978-4-06-314404-8 | październik 2016 | ISBN 978-83-65520-08-1 |
| 8  | 23 lutego 2007       | ISBN 978-4-06-314442-0 | marzec 2017      | ISBN 978-83-65520-14-2 |
| 9  | 22 lutego 2008       | ISBN 978-4-06-314488-8 | wrzesień 2017    | ISBN 978-83-65520-17-3 |
| 10 | 21 listopada 2008    | ISBN 978-4-06-314537-3 | grudzień 2017    | ISBN 978-83-65520-17-3 |

## Anime
Seria anime, wyprodukowana przez Artland i w reżyserii Hiroshi Nagahama, obejmuje łącznie 26 odcinków. Pierwszych dwadzieścia odcinków pierwszej serii zostało wyemitowanych od 23 października 2005 do 12 marca 2006 roku na antenie Fuji TV i powiązanych z nią sieci nadawczych, w tym Kansai TV, Tōkai TV, Hokkaidō Bunka Hoso, TV Shinhiroshima i TV Nishinippon. Odcinki od 21. do 26. emitowane były na antenie BS Fuji w każdą niedzielę od 15 maja do 18 czerwca 2006 roku.
Na piątym konkursie Tokyo Anime Award na Międzynarodowych Targach Anime w Tokio, który odbył się 25 marca 2006, seria ta wygrała nagrodę w kategorii najlepszych seriali telewizyjnych i reżyserii artystycznej (dla Takashi Waki).
Serial zdobył rozgłos dzięki japońskiemu kanałowi telewizyjnemu Animax, który w późniejszym czasie wyemitował go w swojej sieci na całym świecie, w tym w Hongkongu, na Tajwanie, w Korei Południowej i Ameryce Łacińskiej. 

### Pracownicy
- Planowanie: Yoshirō Kataoka, Yoshiaki Matsumoto, Yoshito Takaya
- Producenci wykonawczy: Haruki Nakayama, Kenji Shimizu, Atsushi Suzuki
- Reżyser: Hiroshi Nagahama
- Scenariusz: Aki Itami, Kiniko Kuwabata, Yuka Yamada
- Postacie i naczelny reżyser animacji: Yasuhiko Umakoshi
- Reżyser artystyczny: Takeshi Waki
- Zdjęcia: Yuki Hama
- Muzyka: Toshio Masuda
- Producent muzyczny: Yukifumi Makino
- Reżyser dźwięku: Kazuya Tanaka
- Producent dźwięku: Delphi Sound
- Reżyser czołówki i tyłówki: Ichigō Sugawara
- Kierownik Produkcji: Noboru Ishiguro
- Kierownik wykonawczy: Hidenobu Watanabe
- Produkcja, współpraca: Asatsu-DK
- Producenci: Yoshiaki Tamura, Hiroyuki Ōizumi, Shin Hieda
- Produkcja Animacji: Art Land

### Obsada
| - Odcinek 1 - Shinra Ioroi: Yūko Sanpei - Renzu Ioroi: Mariya Ise - Babcia Shinra: Kachiko Hino - Odcinek 2 - Sei: Akiko Oka - Biki: Yukari Kokubun - Matka Biki: Akira Namagawa - Odcinek 3 - Mahō: Yūtarō Honjō - Shirasawa: Junko Midori - Odcinek 4 - Jin: Tsuyoshi Koyama - Kinu: Mari Adachi - Mayu: Yume Miyamoto - Odcinek 5 - Io: Rina Satō - Matka Io: Shizuka Okohira - Odcinek 6 - Akoya: Chiemi Chiba - Nagi: Yuka Imai - Odcinek 7 - Kōrō: Takeshi Maeda - Ojciec Kōrō: Takashi Matsuyama - Odcinek 8 - Shirō: Daisuke Fujita - Michihi: Kaori Shimizu - Nami: Satomi Akesaka - Odcinek 9 - Saishu: Tai Kageyama - Żona Saishu : Azusa Nakao - Sane: Satomi Hanamura - Odcinek 10 - Tagane: Narumi Hidaka - Ojciec Tagane: Rokuro Abe - Narzeczona Tagane: Shigeru Sugimoto - Odcinek 11 - Mujika: Yoshisada Sakaguchi - Kodama: Naoto Adachi - Saku: Hyo-seilish) - Brat Saku: Masashi Yabe - Odcinek 12 - Nui: Mika Doi - Yoki: Miyuki Sawashiro - Odcinek 13 - Zen: Rion Kako - Hana: Yuuna Inamora - Odcinek 14: - Kisuke: Makoto Yasumura - Setsu: Junko Iwao - Odcinek 15 - Suzu: Noriko Kitō - Miharu: Kengo Kumagai | - Odcinek 16 - Kaji: Akemi Okamura - Sayo: Yuri Amano - Odcinek 17 - Aya Tozawa (starsza): Kaori Nazuka - Aya Tozawa (dziecko): Miyū Tsuzurahara - Ito Tozawa: Yume Miyamoto - Jiisama: Takeshi Aono - Odcinek 18 - Kai: Shinji Kawada - Siostra Kai: Atsuko Bungo - Toyo: Ririka Maki - Właściciel sklepu z antykami: Yoshihiro Nozoe - Odcinek 19 - Fuki: Yukari Fukui - Seishirō: Suguru Inoue - Odcinek 20 - Tanyū Karibusa (starsza): Ai Kobayashi - Tanyū Karibusa (dziecko): Miyū Tsuzurahara - Ojciec Tanyū: Yoshiyuki Yamaguchi - Minai Tama: Hisako Kyōda - Odcinek 21 - Watahiko: Ayaka Saitō - Aki: Tomoko Kawakami - Yasuke: Hiroshi Shimozaki - Odcinek 22 - Mio: Eri Miyajima - Isana: Masami Suzuki - Mana: Yuuko Mougi - Odcinek 23 - Shige: Hiroko Igarashi - Shige (young): Akari Kudō - Tetsu: Eiji Takemoto - Odcinek 24 - Yahagi: Reiko Yasuhara - Nao: Shōhei Yamauchi - Miku: Reina Ibisu - Odcinek 25 - Amane: Maaya Sakamoto - Ojciec Amane: Kazuhiro Yamaji - Saki: Mika Itō - Fusa: Kokoro Kikuchi - Odcinek 26: - Taku (chłopiec): Mika Itō - Ojciec Taku: Kouji Ishii - Isaza: Ami Koshimizu - Ginko (chłopiec): Miyuki Sawashiro - Taku (starszy): Kenji Hamada |

### Muzyka
| Odcinek        | Tytuł                                               | Twórcy        | Źródło   |
| Czołówka       | Czołówka                                            | Czołówka      | Czołówka |
| -------------- | --------------------------------------------------- | ------------- | -------- |
| 1 – 26         | „The Sore Feet Song”                                | Ally Kerr     | [ 22 ]   |
| Napisy końcowe |                                                     |               |          |
| 1              | „Midori no za” (jap. 緑の座)                        | Toshio Masuda | [ 23 ]   |
| 2              | „Mabuta no hikari” (jap. 瞼の光)                    | Toshio Masuda | [ 23 ]   |
| 3              | „Yawarakai tsuno” (jap. 柔らかい角)                 | Toshio Masuda | [ 23 ]   |
| 4              | „Makura kōji” (jap. 枕小路)                         | Toshio Masuda | [ 23 ]   |
| 5              | „Tabi o suru numa” (jap. 旅をする沼)                | Toshio Masuda | [ 23 ]   |
| 6              | „Tsuyu o suu mure” (jap. 露を吸う群)                | Toshio Masuda | [ 23 ]   |
| 7              | „Ame ga kuru niji ga tatsu” (jap. 雨がくる虹がたつ) | Toshio Masuda | [ 23 ]   |
| 8              | „Umi sakai yori” (jap. 海境より)                    | Toshio Masuda | [ 23 ]   |
| 9              | „Omoi mi” (jap. 重い実)                             | Toshio Masuda | [ 23 ]   |
| 10             | „Suzuri ni sumu shiro” (jap. 硯に棲む白)            | Toshio Masuda | [ 23 ]   |
| 11             | „Yama nemuru” (jap. やまねむる)                     | Toshio Masuda | [ 23 ]   |
| 12             | „Sugame no sakana” (jap. 眇の魚)                    | Toshio Masuda | [ 23 ]   |
| 13             | „Hitoyobashi” (jap. 一夜橋)                         | Toshio Masuda | [ 23 ]   |
| 14             | „Kago no naka” (jap. 籠のなか)                      | Toshio Masuda | [ 23 ]   |
| 15             | „Haru to usobuku” (jap. 春と嘯く)                   | Toshio Masuda | [ 23 ]   |
| 16             | „Akatsuki no hebi” (jap. 暁の蛇)                    | Toshio Masuda | [ 23 ]   |
| 17             | „Uromayu tori” (jap. 虚繭取り)                      | Toshio Masuda | [ 23 ]   |
| 18             | „Yamadaku koromo” (jap. 山抱く衣)                   | Toshio Masuda | [ 23 ]   |
| 19             | „Tenpen no ito” (jap. 天辺の糸)                     | Toshio Masuda | [ 23 ]   |
| 20             | „Fude no umi” (jap. 筆の海)                         | Toshio Masuda | [ 23 ]   |
| 21             | „watabōshi” (jap. 綿胞子)                           | Toshio Masuda | [ 23 ]   |
| 22             | „Okitsumiya” (jap. 沖つ宮)                          | Toshio Masuda | [ 23 ]   |
| 23             | „Sabi no naku koe” (jap. 錆の鳴く聲)                | Toshio Masuda | [ 23 ]   |
| 24             | „Kagarinokō” (jap. 篝野行)                          | Toshio Masuda | [ 23 ]   |
| 25             | „Ganpukuganka” (jap. 眼福眼禍)                      | Toshio Masuda | [ 23 ]   |
| 26             | „Kusa o fumu oto” (jap. 草を踏む音)                 | Toshio Masuda | [ 23 ]   |

## Film aktorski
Live-action Mushishi wyreżyserowany został przez Katsuhiro Ōtomo, i miał swoją światową premierę w 2006 roku na Festiwalu Filmowym w Wenecji. W japońskich kinach pierwsze pokazy odbyły się 24 marca 2007 roku.
Fabuła filmu opiera się na 2., 7., 9. i 15. rozdziale mangi. Główne role odgrywają Joe Odagiri jako Ginko, Makiko Esumi jako Nui oraz Yū Aoi jako Tanyū.

## Gra wideo
Gra będąca adaptacją serii powstała na Nintendo DS i wydana została w Japonii 31 stycznia 2008 roku.

## Odbiór
Seria zdobyła liczne nagrody; w 2003 roku manga została nagrodzona nagrodą doskonałości na siódmym Japan Media Arts Festival, w 2006 r. seria wygrała Kodansha Manga Award w ogólnej kategorii manga. Na dziesiątym Japan Media Arts Festival, zarówno seria anime jak i manga znalazły się wśród 10 najlepszych w swoich kategoriach za najlepsze anime i mangę. Seria anime została nagrodzona w kategorii najlepszych seriali telewizyjnych i reżyserii artystycznej (dla Takashi Waki) na piątym konkursie Tokyo Anime Award na Międzynarodowych Targach Anime w Tokio w 2006 roku.